# Colonna dell'Immacolata (Roma)

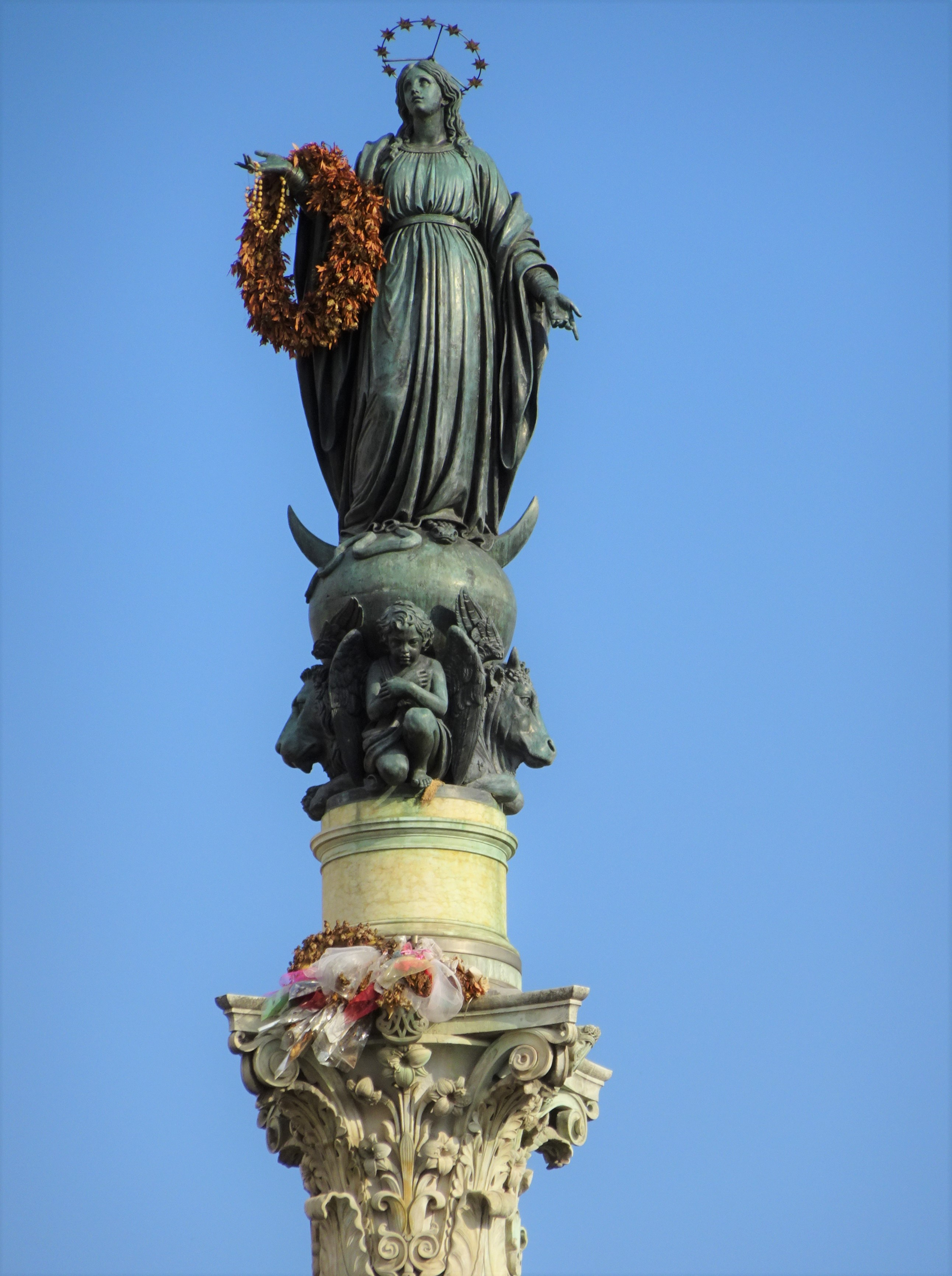
Statua dell'Immacolata posta sulla Colonna.

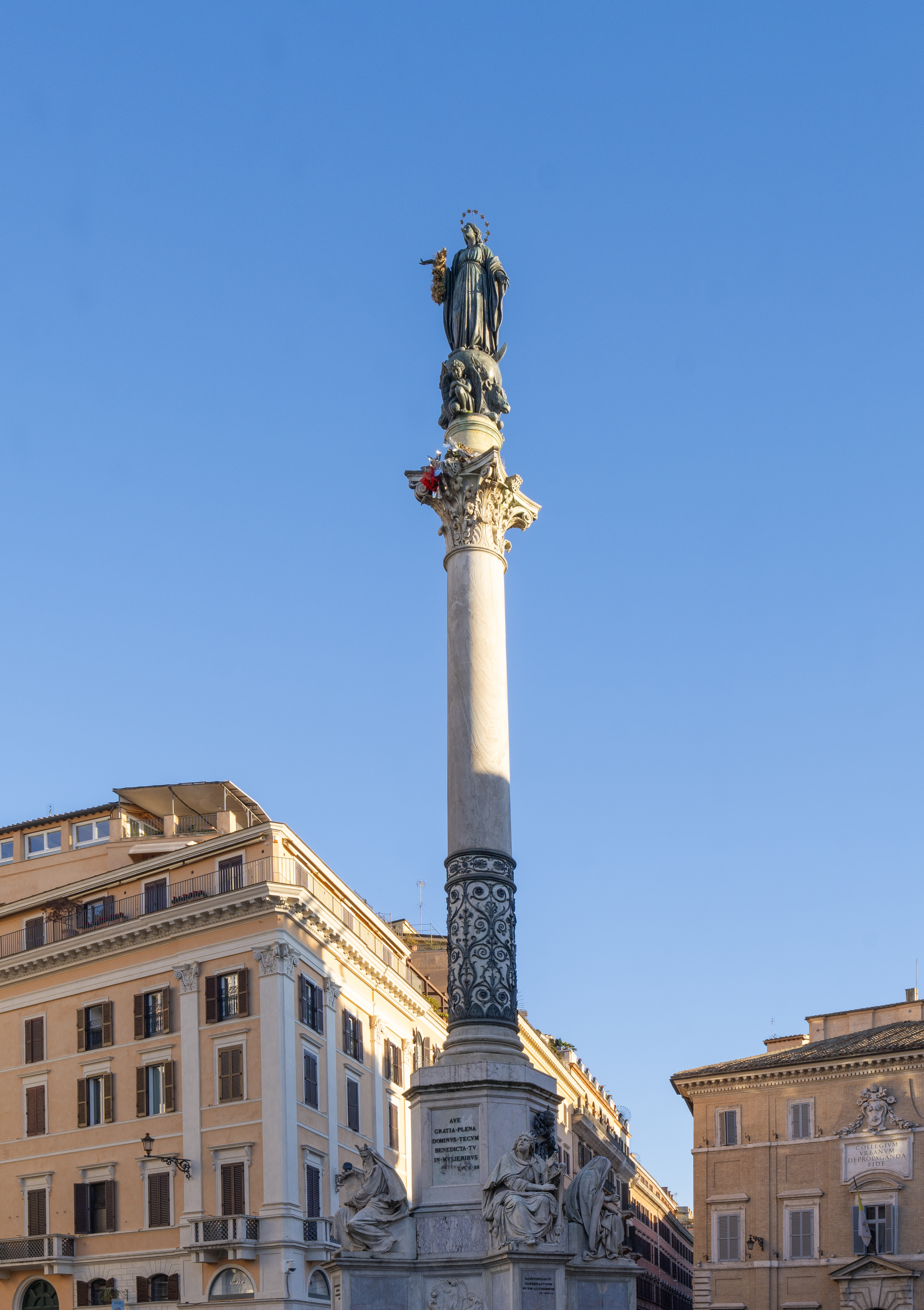
La Colonna dell'Immacolata nel 2009

La colonna dell'Immacolata è un monumento di Roma, situato in Piazza di Spagna e accanto al palazzo di Propaganda Fide, progettato dall'architetto Luigi Poletti. La colonna fu finanziata da Ferdinando II delle Due Sicilie, come atto simbolico che chiudeva la lunga crisi per l'interruzione della vecchia tradizione della Chinea.

## Descrizione
La colonna è dedicata al dogma dell'Immacolata Concezione, stabilito per la Chiesa cattolica nel 1854 dal papa Pio IX, e fu eretta nella zona antistante il palazzo dell'Ambasciata di Spagna presso la Santa Sede, perché la Spagna era stato il paese che maggiormente si era adoperato per la definizione del dogma. La struttura è costituita da un basamento di marmo, su cui poggia una colonna di marmo cipollino alta 11,81 metri, che sorregge a sua volta una statua bronzea raffigurante la Madonna.
La statua è opera di Giuseppe Obici, mentre la colonna proviene dagli scavi romani: venne infatti rinvenuta nel monastero di Santa Maria della Concezione nel Campo Marzio nel 1777. Sul basamento sono poste altre quattro statue, fatte di marmo, raffiguranti David (opera di Adamo Tadolini), Isaia (di Salvatore Revelli), Ezechiele (di Carlo Chelli) e Mosè (di Ignazio Jacometti). Quest'ultima statua fu oggetto di una tipica pasquinata romana: Pasquino gridava alla statua di parlare, ma la statua rispondeva con un sibilo: "Non posso!". Allora Pasquino gli intimava almeno di fischiare, e Mosè replicava: "Sì, fischio lo scultore!".

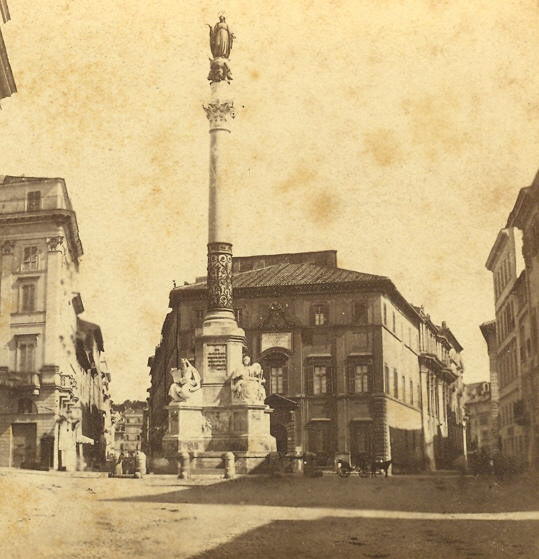
La Colonna dell'Immacolata attorno al 1880.

Il monumento fu inaugurato l'8 dicembre 1857 grazie al lavoro di 220 vigili del fuoco diretti dal Poletti.  All'inaugurazione e consacrazione della colonna intervenne lo stesso Pio IX con gran parte della corte  pontificia, mentre l'ambasciatore di Spagna - in alta uniforme e in segno di continuità con la dinastia dei Borbone - assisteva insieme a tutti i funzionari dell'ambasciata, tanto che per accogliere tutti davanti alla facciata dell'ambasciata di Spagna fu montata una falsa facciata, ben visibile nella storica foto dell'evento. Dal 1923 ogni anno, in occasione della festa dell'Immacolata, i pompieri di Roma offrono una corona di fiori alla Madonna della colonna e dal 1958 il Papa presenzia regolarmente a questa cerimonia.